# Orden del Perro y el Gallo
La orden del Perro y el Gallo fue una orden de caballería creada por Lisbio de Montmorency. 
Lisbio de Montmorency en el año 500 instituyó la orden militar del Perro, emblema de la fidelidad, para perpetuar la memoria de haber sido el primer noble francés que (de resultas de la célebre jornada de Tolbac, cerca de Colonia, en el año de 496) abrazó con el Rey Clodoveo I el cristianismo. La divisa de la orden era una cadena de oro al cuello, de la que pendia un perro del mismo metal. Los caballeros juraban defender el cristianismo en contra de los herejes. Los rápidos progresos que hicieron determinaron al mismo Lisbio de Montmorency a crear la orden militar del Gallo, emblema de la vigilancia que reunió a la del Perro. Entonces la divisa fue una cadena de oro al cuello con varios eslabones de los que colgaban un perro y gallo del mismo metal con el mote Vigiles. 
Algunos autores dan a estas órdenes una fecha de creación más moderna pero esta opinión no está generalmente recibida. 